# Vincetoxicum stauropolitanum
Vincetoxicum stauropolitanum là một loài thực vật có hoa trong họ La bố ma. Loài này được Pobed. miêu tả khoa học đầu tiên năm 1951.